# Schatzfund von Bokel

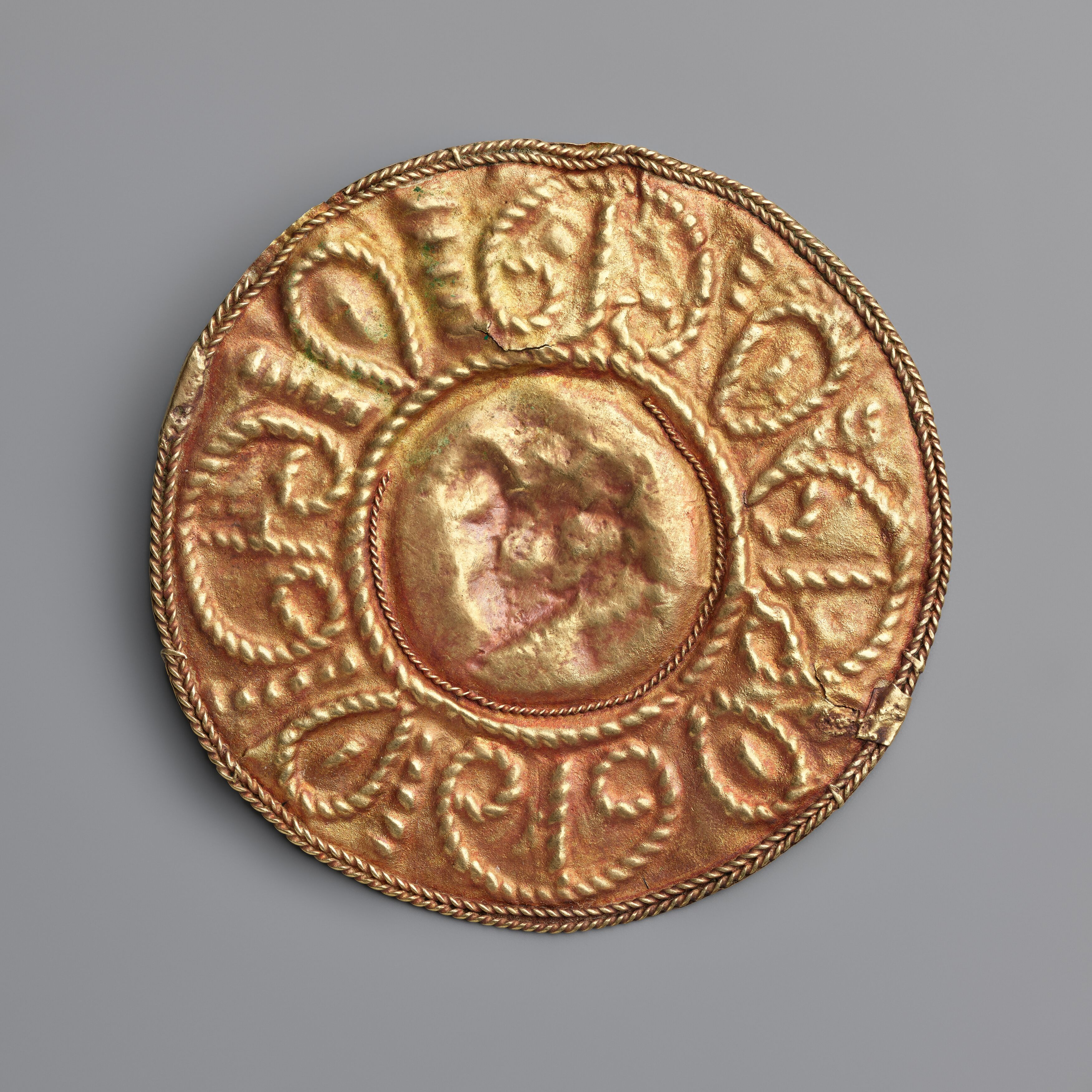
Zierscheibe, Goldblech, Durchmesser ca. 6 cm, aus dem Schatzfund von Bokel, 12. Jahrhundert, Focke-Museum Bremen

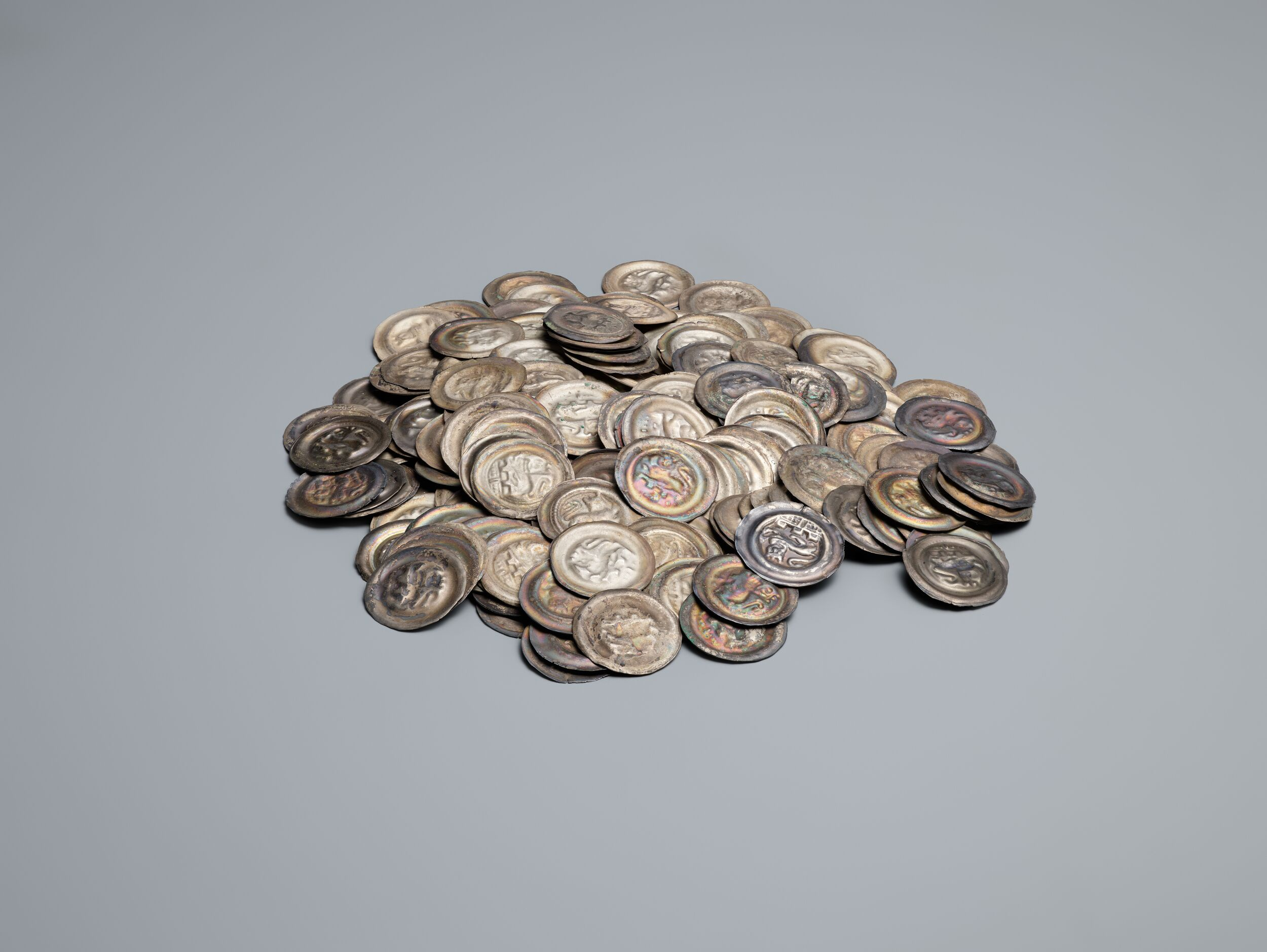
Brakteaten aus dem Bokeler Münzschatz, Focke-Museum Bremen

Als Fund von Bokel ist ein nahe der ehemaligen Hofstelle Bockel (oder Bokel) am Ortsrand von Bevern (Bremervörde) im Jahr 1929 entdeckter, großer Depotfund mit etwa 14.000 bis 15.000 Münzen der Zeit um 1190–1220 sowie einigen Schmuckstücken und Amuletten aus Edelmetall in die Literatur eingegangen.

## Der Fund und sein Umfang
Am 3. September 1929 fand man auf einem Acker des Landwirts A. Borchers in Bockel seitlich der heutigen B 71 beim Ausheben einer Miete in einem halben Meter Tiefe zwei Tongefäße, die randvoll mit Münzen und etwa 40 Schmuckstücken gefüllt waren.
Überwiegend handelt es sich um Lüneburger Brakteaten Kaiser Ottos IV. (9379 Stücke), dazu kleinere Mengen anderer welfischer Prägungen sowie um solche aus Hamburg für den Grafen von Holstein, aus Lübeck und dem Erzbistum Bremen. Als „größter jemals in Niedersachsen entdeckter Münzschatz“ ist er grundlegend für die Kenntnis des norddeutschen Münzwesens zu Anfang des 13. Jahrhunderts. Der Schatz muss nach 1213 verborgen worden sein, was sich numismatisch nachweisen lässt: Eine in Deventer geprägte, beschriftete Münze ist eindeutig Otto I. von Geldern, dem 1213-1215 amtierenden Bischof von Utrecht, zuzuweisen.

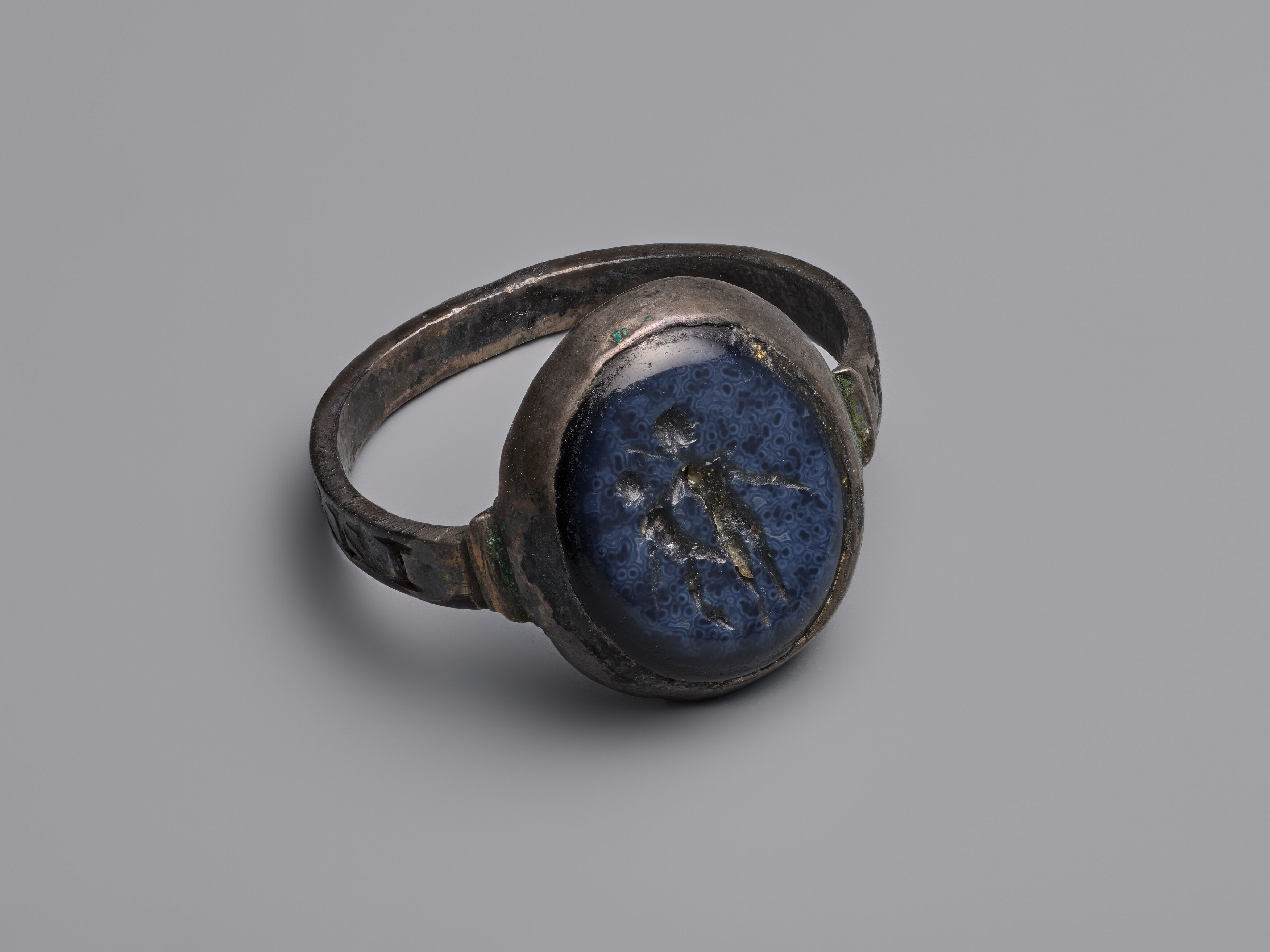
Thebalring aus dem Bokeler Schatzfund. Focke-Museum Bremen

Außer den für das hochmittelalterliche Münzwesen so charakteristischen, aus Silberblech geprägten Hohlpfennigen enthielt der Hort drei ähnlich zerbrechliche, große, aus Goldblech gepresste Zierscheiben (vielleicht Teile von Gewandschließen ähnlich den Scheibenfibeln), dazu 15 Fingerringe, goldene Kreuzanhänger, Broschen und andere Schmuckstücke. Einige haben ausgesprochenen Amulettcharakter: Die geheimnisvolle Inschrift TEBAL GVT GVTTANI auf dem mit einer spätantiken Gemme geschmückten Thebalring wird im Sinne eines Abwehrzaubers gedeutet. Mit einer in Gold gefassten Gemme war mit Draht ein aus Silberblech geformtes Auge verbunden, das wohl als Votivgabe zur Heilung eines Augenleidens diente.

### Verbleib
Von den beiden irdenen Gefäßen, einer Tüllenkanne und einem Kugeltopf, in denen der Hort aufbewahrt war, sind nur noch Abbildungen geblieben. Der Löwenanteil an Münzen ging 1930, abgesehen von wenigen Doubletten für das Münzkabinett Berlin, das Focke-Museum in Bremen und das Bachmann-Museum Bremervörde, an das Kestner-Museum in Hannover. Die übrigen Objekte, darunter die Goldscheiben und der Thebalring, konnten 1932 und 1951 vom Focke-Museum Bremen erworben werden und sind ausgestellt im Schaumagazin des Museums. Nur drei Stücke (eine Alsengemme in Goldfassung, die mit der erwähnten Votivgabe lose verdrahtet ist, ein Goldkreuz und ein weiterer Goldring) blieben im Kestner-Museum.

## Datierung und Anlass der Vergrabung
Von wem, warum und wann der Hort vergraben wurde, scheint wissenschaftlich nicht ausdiskutiert. Zwei Positionen stehen sich gegenüber:

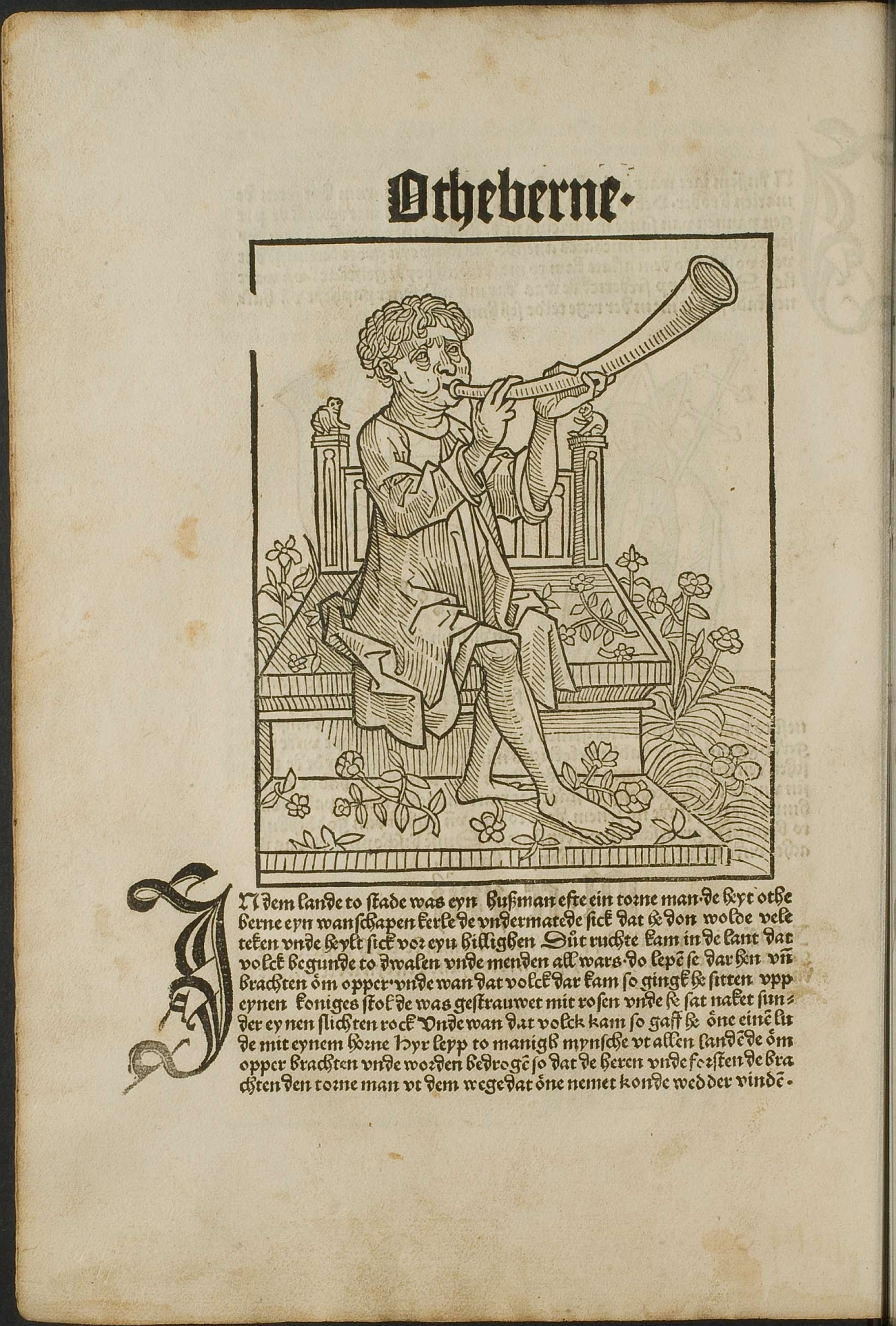
Der Wunderheiler Otbert. Holzschnitt aus der Sachsenchronik von 1492.

### Die Otbert-Theorie
Verschiedene Chroniken des 13. bis 15. Jahrhunderts (Albert von Stade, Sachsenchronik, Lübecker Chronik) berichten von einem einfachen Bauern ("simplicissimus rusticus") Otbert, der sich am Anfang des 13. Jahrhunderts auf seinem Hof in Bokel am Flusse Bever als Wundertäter hervortat und mit dem Wasser einer nahegelegenen Quelle, dem „Sültenborn“ (Solebrunnen) und/oder dem „Hilgenborn“ (Heiligenquelle) zahllose Kranke heilte und einen "ungeheuren Gewinn von der Opfergabe" hatte. Nach dem Bericht der Sachsenchronik pflegte er dabei auf einem mit Rosen bestreuten Thron zu sitzen und mit nichts als einem schlichten Rock bekleidet ein Horn zu blasen. Otbert stand unter dem sicher nicht uneigennützigen Schutz des welfischen Burgvogts von Bremervörde, das seit 1167 aus dem Besitz des Bremer Erzbischofs in die Hand der Welfen  geraten war. Der Vogt Hinrich von Oftingenhusen dürfte im Auftrag Heinrichs eines Sohnes Heinrichs des Löwen  erhebliche Anteile an den Einkünften des Wunderheilers abgeschöpft haben. 1218 gelang es dem Bremer Erzbischof Gerhard I. durch eine List, die Burg zurückzugewinnen: Seine Krieger gaben sich als Pilger auf der Suche nach Otberts heilkräftigem Bade aus, kamen so auf die Burg, überwältigten die Besatzung und eroberten den Stützpunkt zurück. Der Wunderheiler, der, obwohl von vielen als Heiliger angesehen, mit kirchlicher Unterstützung seines Wirkens kaum rechnen durfte, hatte mit diesem Machtwechsel seinen Rückhalt verloren und floh zunächst nach Stade, spätestens 1227 nach Lübeck und soll später in Riga gestorben sein.
Der Einklang von Fundstelle und geschichtsträchtigem Ort, von Münzdatierung und Otberts Fluchtzeit, von magischen Schmuckzeichen und überlieferter Krankenheilung ließ schon für Albert Bachmann, den ersten Berichterstatter über diesen Schatzfund, keinen Zweifel daran, dass es sich hier um einen Teil des auf der Flucht zurückgelassenen Horts des einst berühmten Wundertäters Otbert handeln müsse. Diese Zuordnung blieb jedoch wenig anerkannt, bis Bernd Ulrich Hucker in verschiedenen Veröffentlichungen erneut von einem Zusammenhang zwischen Fund Bokel und Wundertäter Otbert ausging.

### Die Kriegskassen-Theorie
Von Numismatikern wird dagegen bis heute die Annahme vertreten, wegen des hohen Anteils welfischer Münzen könne „es sich nur um einen Staats- oder Kriegsschatz der Söhne Heinrichs des Löwen gehandelt haben“. Meier setzte die Entstehung der Münzen insgesamt auf „etwa 1195 bis 1225“ an, schloss aus der Datierung mehrerer Schlussmünzen „um 1220“ allerdings nicht explizit auf ein Datum der Vergrabung des Schatzes, das erst Ernst Grohne mit „um 1225, spätestens 1230“ angab.
Wenn die Frage, ob der Hort schon um 1218 in die Erde gekommen sein kann oder nicht, einmal mit größerer Sicherheit beantwortet worden sein sollte, dürfte damit auch die Bedeutung und die Rolle Otberts mit größerer Wahrscheinlichkeit klargestellt sein.